# Eupompos
Eupompos (altgriechisch Εὔπομπος, latinisiert Eupompus, deutsch auch Eupomp) war ein griechischer Maler der Antike. Er lebte im 4. Jahrhundert v. Chr. und war der Begründer der Malerschule von Sikyon. Zu seinen berühmtesten Schülern zählt Pamphilos, der wiederum Lehrer des Apelles war.
Das Schaffen des Eupompos markierte die Spaltung der antiken griechischen Malerei in die ionische, sekyonische und attische Schule. Das einzige bekannte Werk von seiner Hand ist das Bild eines Siegers im sportlichen Wettkampf mit einem Palmenzweig in der Hand.
Von seinem Leben und Wirken sind wir nur durch Plinius den Älteren unterrichtet. Dieser überliefert auch die Anekdote, dass Eupompos dem Lysipp auf die Frage hin, welchen Künstler er nachahmen solle, lediglich eine Menschenmenge gezeigt und empfohlen habe, nur der Natur selbst nachzueifern, keinem Künstler.